# Jesús Armendáriz
Jesús Antonio Armendáriz Parra (ur. 2 czerwca 1991 w Torreón) – meksykański piłkarz występujący na pozycji pomocnika.

## Kariera klubowa
Armendáriz pochodzi z miasta Torreón i jest wychowankiem tamtejszego zespołu Club Santos Laguna. W meksykańskiej Primera División zadebiutował za kadencji szkoleniowca Benjamína Galindo – 17 marca 2012 w wygranym 1:0 spotkaniu z Cruz Azul. Zaledwie minutę po wejściu na boisko został jednak ukarany czerwoną kartką. W tym samym sezonie – Clausura 2012 – wywalczył z Santos Laguną mistrzostwo Meksyku.
| Sezon     | Klub               | Kraj   | Rozgrywki        | Mecze | Bramki |
| --------- | ------------------ | ------ | ---------------- | ----- | ------ |
| 2011/2012 | Santos Laguna      | Meksyk | Liga MX          | 1     | 0      |
| 2012/2013 | Santos Laguna      | Meksyk | Liga MX          | 0     | 0      |
| 2013/2014 | Linces de Tlaxcala | Meksyk | Segunda División | 10    | 0      |
| 2014/2015 | Tlaxcala FC        | Meksyk | Segunda División | 5     | 0      |